# DIVE TO WORLD
「DIVE TO WORLD」（ダイブ・トゥ・ワールド）は、2007年12月5日にポニーキャニオンから発売されたCHERRYBLOSSOMの1stシングルであり、メジャーデビューシングルである。

## 概要
表題曲「DIVE TO WORLD」は、『家庭教師ヒットマンREBORN!』の3rdオープニングである。初回版は『家庭教師ヒットマンREBORN!』のステッカーが付いている。元々は『PEACE☆』という曲だった。

## 収録曲
| 全編曲: CHERRYBLOSSOM。 |                            |              |                  |       |
| #                       | タイトル                   | 作詞         | 作曲             | 時間  |
| 1.                      | 「DIVE TO WORLD」          | MEEKO        | 83               | 4:39  |
| 2.                      | 「How are you?」           | MEEKO・MAICO | 83               | 3:46  |
| 3.                      | 「YOUR SMILE」             | MEEKO        | 83・MEEKO・MAICO | 5:18  |
| 4.                      | 「DIVE TO WORLD‐KARAOKE‐」 |              |                  | 4:40  |
| 合計時間:               | 合計時間:                  | 合計時間:    | 合計時間:        | 18:23 |

## カバー
- DIVE TO WORLD
  - 双海亜美（下田麻美） - 2020年11月11日発売のアルバム『THE IDOLM@STER MASTER ARTIST 4 06 双海亜美』に収録。
  - Happy Around! - スマートフォンアプリD4DJ Groovy Mix内で2020年10月25日の配信開始から追加されたカバー楽曲の一つとしてアプリ内のユニットのひとつであるHappy Around!がカバーしている。

## 収録アルバム
- GO!（#1）
- COMPLETE BEST CHERRYBLOSSOM（#1）